# Tityobuthus pococki
Espèce
Tityobuthus pococki est une espèce de scorpions de la famille des Ananteridae.

## Distribution
Cette espèce est endémique de la région Melaky à Madagascar. Elle se rencontre vers Bekopaka.

## Description
Le tronc du mâle holotype mesure 2,9 mm.

## Systématique et taxinomie
Cette espèce a été décrite par Lourenço en 1995.

## Étymologie
Cette espèce est nommée en l'honneur de Reginald Innes Pocock.

## Publication originale
- Lourenço, 1995 : « Description de trois nouveaux genres et quatre nouvelles espèces de scorpions Buthidae de Madagascar. » Bulletin du Muséum National d'Histoire Naturelle Section A Zoologie Biologie et Écologie Animales, sér. 4, vol. 17, no 1/2, p. 95-106 (texte intégral).